# H.R. McMaster
Herbert Raymond "H. R." McMaster, född 24 juli 1962 i Philadelphia, Pennsylvania, är amerikansk militärhistoriker och generallöjtnant i USA:s armé. Den 20 februari 2017 tillträdde han som president Donald Trumps nationella säkerhetspolitiska rådgivare. Den 23 mars 2018 meddelade han sin avgång.
McMaster har bland annat avlagt doktorsexamen (PhD) i amerikansk militärhistoria vid University of North Carolina.